# Bailables n.º 2
Bailables № 2 es el décimo álbum del arpista Hugo Blanco y su Conjunto, grabado a mediados de 1966 y el segundo volumen de esta serie "Bailables". De esta producción musical se extraen los éxitos: "Carrito por Puesto", "El Cable", "El Paso de la Mona" y "Rosa María", correspondientemente.

## Pistas
| N.º | Canción | Duración |
| --- | --- | -------- |
| 1.  | "Carrito por Puesto (Tijuana Taxi)" Ervan Coleman; Johnny Flamingo                                                                                           |          |
| 2.  | "Don Mártín" Carlos Holzinger |          |
| 3.  | "Rosa María" Lalo Montane |          |
| 4.  | "A la Buena de Dios/Ninguno me Puede Juzgar" Gualtiero Malgoni; Vito Pallavicini; Bruno Pallesi/Luciano Beretta; Miki Del Prete; Mario Panzeri; Daniele Pace |          |
| 5.  | "La Marcha de las Boinas" Barry Sadler; Robin Moore |          |
| 6.  | "Do, Re, Mi" Richard Rodgers; Oscar Hammerstein |          |
| 7.  | "El Cable" Mario Carniello |          |
| 8.  | "Muévete Así" Nelson Navarro |          |
| 9.  | "Manzanera" Hugo Blanco |          |
| 10. | "Una Lágrima en tu Rostro" Michel Jourdan; Roberto Satti; Giulio Rapetti Mogol                                                                               |          |
| 11. | "El Paso de la Mona" Hugo Blanco |          |
| 12. | "Día de Fiesta" Hugo Blanco; Nelson Blanco |          |